# باول برايدون
باول برايدون (بالإنجليزية: Paul Brydon)‏ هو لاعب كرة قدم نيوزيلندي، ولد في عقد 1960 في نيوزيلندا. شارك مع منتخب نيوزيلندا لكرة القدم. أما مع النوادي، فقد لعب مع Nelson United AFC ‏.

## وصلات خارجية
- باول برايدون على موقع ناشيونال فوتبول تيمز (الإنجليزية)